# Relaciones comerciales de Estados Unidos-Vietnam
Las relaciones comerciales Estados Unidos- Vietnam son el vínculo bilateral entre los Estados Unidos de América y la República Socialista de Vietnam desde los años 1900 a 2012. Después de más de dos décadas sin una relación económica (desde el fin de la guerra de Vietnam), los dos gobiernos restablecieron relación económica durante los años 90. El comercio bilateral entre E.U. y Vietnam ha crecido lentamente después de la guerra y se ha desarrollado fuertemente después de la firma del Acuerdo Comercial Bilateral Estados Unidos-Vietnam (enlace roto disponible en Internet Archive; véase el historial, la primera versión y la última). en diciembre de 2001. El volumen comercial total ha incrementado un 1200% de $1.5 billones en 2001 a más de $20 billones en 2011. Las relaciones bilaterales se desarrollaron posterior a que Estados Unidos garantizara estatus de relaciones comerciales normales permanentes (PNTR), por sus siglas en inglés, como parte de la adhesión del país asiático a la Organización Mundial del Comercio (WTO) en 2007. Ambos países también firmaron un Acuerdo Marco de Comercio e Inversión en 2007. Vietnam se convirtió el socio importador número 26 de Estados Unidos con $17.5 billones en 2011, y el socio exportador número 45 con un mercado de $3.7 billones en 2010. Vietnam y otros seis países pusieron en marcha las negociaciones para el Acuerdo Transpacífico de Cooperación Económica (TPP) junto con Estados Unidos. El crecimiento bilateral también ha sido acompañado por problemas como casos de no tirar deshechos, problemas de derechos de trabajadores, economías de no mercado, problemas de protección de Derechos de Propiedad Intelectual y conflictos con el tipo de cambio de Vietnam.

## Historia

### El proceso de normalización (1975- 2000)
Después del fin de la guerra de Vietnam en 1975, Estados Unidos y Vietnam no mantuvieron relación comercial en más de dos décadas. Washington extendió el embargo comercial de 1964 hecho por el presidente Richard Nixon. Con el cual todas las actividades de comercio bilateral fueron prohibidas. Las administraciones de los presidentes Ronald Reagan y George H.W. Bush unieron sus esfuerzos para regresar los remanentes de los soldados desaparecidos en combate (MIA), mientras que en la administración del presidente Clinton se fundaron las bases para la normalización del comercio bilateral. El 3 de febrero de 1994 el presidente Bill Clinton ordenó que se levantara el embargo comercial a Vietnam. Tres años después, en 1997, Peter Peterson fue nombrado el primer embajador de Estados Unidos en Vietnam desde 1975. Los dos gobiernos firmaron el primer acuerdo bilateral de comercio el 13 de julio de 2000.

### Acuerdos comerciales clave y acuerdos marco (2001-2012)
Acuerdo Bilateral Estados Unidos-Vietnam (BTA): El acuerdo bilateral entró en vigor en una ceremonia en la Casa Blair con el diputado primer ministro Nguyen Tan Dung, el ministro de Comercio Vi Khoan y el representante comercial de Estados Unidos Robert Zoellick el 10 de diciembre de 2001. El acuerdo le otorgaba estatus de Nación Más Favorecida a Vietnam (MFN) también conocido como estados de Relaciones Comerciales Normales (NTR). El 29 de diciembre de 2006, el presidente George W. Bush otorgó estatus permanente de relaciones comerciales normales a Vietnam, como parte de la adhesión de Vietnam a la Organización Mundial del Comercio (WTO). Relaciones comerciales bilaterales se han desarrollado a un mayor ritmo desde la firma del acuerdo. El gobierno estadounidense ha aprobado créditos anuales por $4–5 millones para apoyar las Reformas Económicas de Vietnam.
Acuerdo Marco de Inversión y Comercio Estados Unidos-Vietnam (TIFA): La adhesión de Vietnam a la OMC como el miembro número 150 aceleró el proceso de reformas económicas y legales para las negociaciones del TIFA. Ambos gobiernos concluyeron el TIFA en 2007. Desde entonces los representantes comerciales de ambos países se reúnen con regularidad dentro del TIFA con el objetivo de discutir el proceso de implementación de compromisos con la OMC por parte de Vietnam.
Acuerdo Transpacífico de Cooperación Económica (TPP): En 2010, junto con otros 6 países (Brunéi, Chile, Malasia, Nueva Zelanda, Perú, y Singapur), Estados Unidos y Vietnam comenzaron las negociaciones para un Acuerdo Transpacífico; un acuerdo regional de libre comercio regional.  Estados Unidos busca “desarrollar un tratado de libre comercio de altos estándares y de acuerdo al siglo XXI que permita la creación y retención de trabajos en el país norteamericano, así como promover el crecimiento económico”. La meta del TPP es convertirse en una potencial plataforma para una “integración económica de la región Asia-Pacífico que logre hacer avanzar los intereses comerciales de Estados Unidos y Vietnam”. Durante la crisis económica vietnamita en 2008-2013, los círculos políticos y de negocios en el país han hecho conciencia sobre el acuerdo, ya que su membresía significaría un mayor empuje al gobierno vietnamita.

## Cifras comerciales

### Comercio de bienes entre Estados Unidos con Vietnam (desde 1992-2011)
Tabla 1:Comercio de bienes entre Estados Unidos y Vietnam (desde 1992–2011) (cifras en millones de U$D)
| Año  | Exportaciones | Importaciones |
| ---- | ------------- | ------------- |
| 2011 | 4,341         | 17,485        |
| 2010 | 3,709         | 14,868        |
| 2009 | 3,097         | 12,288        |
| 2008 | 2,789         | 12,901        |
| 2007 | 1,903         | 10,632        |
| 2006 | 1,100         | 8,567         |
| 2005 | 1,193         | 6,631         |
| 2004 | 1,106         | 5,275         |
| 2003 | 1,323         | 4,555         |
| 2002 | 580           | 2,394         |
| 2001 | 460           | 1,053         |
| 2000 | 368           | 821           |
| 1999 | 292           | 608           |
| 1998 | 274           | 554           |
| 1997 | 287           | 388           |
| 1996 | 617           | 332           |
| 1995 | 252           | 199           |
| 1994 | 173           | 50.5          |
| 1993 | 7.0           | 0.0           |
| 1992 | 4.6           | 0.0           |

### Comercio total entre Estados Unidos y Vietnam (2001-2011)
Cifras comerciales de Estados Unidos y Vietnam han crecido al ritmo del producto interno bruto per cápita del Vietnam. (Ver tabla 1)

### Productos comerciados entre Estados Unidos y Vietnam (2009)

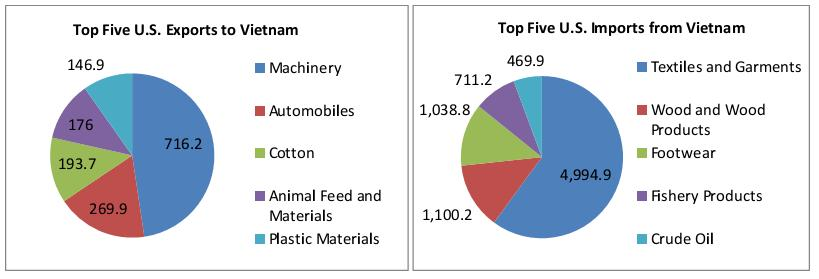
Tabla 2: Productos comerciados entre Estados Unidos y Vietnam en 2009 (cifras en millones de dólares)

(Ver tabla 2)

## Problemas comerciales
El crecimiento comercial entre E.U y Vietnam ha sido acompañado también por muchos problemas. Durante la solicitud de Vietnam al Sistema Generalizado de Preferencias (GSP) y la negociación del Acuerdo de Inversión Bilateral (BIT) con Estados Unidos, el gobierno americano ha dudado en aceptar la solicitud de Vietnam y por tanto concluyendo el BIT con el país asiático. El rápido aumento de las importaciones en productos específicos de Vietnam (Ejemplo: ropa y filetes de pescado congelados) ha llevado a la controversial creación de un programa de monitoreo para las importaciones por parte del gobierno americano así como una reglamentación de no tirar deshechos.
El 111 Congreso de E.U. ha incluido “derechos de trabajadores, la designación de Vietnam como una economía de no mercado, protección a los derechos de propiedad intelectual y la política del tipo de cambio de Vietnam” como los problemas económicos más importantes y con influencia sobre las relaciones entre E.U y Vietnam. Ambos gobiernos buscan resolver estos problemas durante las negociaciones del TIFA.